# Coelosphaera physa
Coelosphaera physa är en svampdjursart som först beskrevs av Schmidt 1875.  Coelosphaera physa ingår i släktet Coelosphaera och familjen Coelosphaeridae.
Artens utbredningsområde är Norge. Arten är reproducerande i Sverige. Inga underarter finns listade i Catalogue of Life.